# バブルガムクライシス TOKYO 2040
『バブルガムクライシス TOKYO 2040』は、1998年10月7日から1999年3月31日までテレビ東京で放送されていたテレビアニメ。全26話。毎週水曜 25時15分 - 25時45分（日本標準時）に放送。

## 概要
本作は、OVAシリーズ『バブルガムクライシス』をテレビ放送向けにリメイクしたもので、AICがOVA版原作のアートミックから同社の倒産時に引き取った版権を再利用し、制作した作品の1つである。また、本作の制作著作は日本ビクター映像ソフト部門（のちにビクターエンタテインメント（旧ビクター音楽産業）へ移管、現：FlyingDOG）であり、音楽制作はビクターエンタテインメント（現：FlyingDOG）が担当している。また、制作当時はビクターの映像部門が親会社と子会社に分かれていたため、映像ソフト発売もビクター本体の制作・発売、ビクターエンタテインメントの販売となっていた。
世界設定についてはおおよそOVA版に準じており、同じく制作当時から見た近未来世界の東京を舞台としている。しかし、キャラクター設定についてはいくつかの変更点があり、ナイトセイバーズのハードスーツこそOVA版の路線を引き継いでいるものの、キャラクターの容姿は一からデザインし直されており、見た目はほぼ別人と化している者も少なくない。また、本作のみのオリジナルキャラクターも存在する。
放送枠の都合により、テレビ放送では第24話まで放送されたところで一旦終了し、第25話と第26話はVHSやDVDに収録という形式で完結した。

## ストーリー
2010年の第2次関東大震災によって東京は廃墟と化してしまうが、「ゲノムコーポレーション」が開発した人型アンドロイド「ブーマ」によって飛躍的な復興を遂げた。しかし、東京には以後もブーマが住み着き、また、経済的な面ではゲノム社が支配的なシェアを占めることになり、東京はゲノム・シティと化していった。そんな中、ブーマが故障によって暴走を始める事件が多発して深刻な問題となったため、国はブーマが関係する事件のみを専門的に扱う警察組織「A.D.Police」を設立した。
熊本から憧れの東京に上京した新人OLのリンナ・ヤマザキは、初出勤の日、暴走したアンドロイド・マッドブーマの事故に巻き込まれる。その危機からリンナを救ったのは、彼女が熊本にいた頃から噂で聞いていた、マッドブーマを相手に戦う謎の組織「ナイトセイバーズ」（以降、「KS」と表記）の一員プリス・S・アサギリだった。憧れの「KS」の関係者に接触するチャンスだと思ったリンナは、プリスを尾行することでKSの本部に辿り着く。

## 登場人物

### ナイトセイバーズ
プリス・S・アサギリ
声 - 浅川悠
毎晩ライブハウスを沸かせるバンド・セキリアのボーカル。「KS」では前線にてマッドブーマと戦う主戦力。口数が少なくクールな女性。A.D.Policeを毛嫌いするが、理由は他人から見れば大したことではない。バイクが趣味。ナイジェルに想いを寄せており、シリアとは微妙な三角関係になっていたが、最終的にシリアを選んだナイジェルへの気持ちに整理をつけてレオンの想いを受け入れる。
OVA版では本名はプリシラで愛称はプリスだったが、本作では愛称だったプリスに改名された。
モトスレイブ
声 - 銀河万丈
ナイジェルが開発したハードスーツ支援バイク。最終的にブーマとしての自我を持つに至るもプリスの力となることを貫き、巨大な人型ブーマ（通称「ハイパーモトスレイブ」）となり最後までプリスを守り続けて爆散した。
シリア・スティングレイ
声 - 雪乃五月
ブティック「Silky Doll」の経営者。非合法組織「KS」の創設者かつリーダー格。普段は一見物腰柔らかなお姉さんである点はOVA版と変わらないが、父であるスティグレイ博士（声 - 有本欽隆）によって自身と母（声 - 渡辺美佐）がブーマ開発のための実験台にされたことで心に負った深い傷から、父親やブーマに対する激しい愛憎を抱えてヒステリックになることもある。視野が狭く自身の価値観をマッキーに押しつけてしまったため、マッキーはナイジェルの元に身を寄せた。
リンナ・ヤマザキ
声 - 夏樹リオ
漢字表記は「山崎 琳那」。熊本から上京してきた新人OL。プリスとの接触を切っ掛けに「KS」の一員となる。OVA版と異なり、本作では両親も健在で、純粋な憧れから「KS」に入ることを夢見る凡人として視聴者に近しい目線から序盤のストーリーの案内役的存在となる。ハツラツとした性格で負けん気が強い。身体能力が高いという設定は、学生時代に陸上競技をやっていたという形で継承されている。なお、選手時代の服装は同じAIC作品の「バトルアスリーテス大運動会」のセルフパロディ。
ネネ・ロマノーヴァ
声 - 小西寛子
A.D.Policeの情報オペレータでありながら「KS」の一員でもある少女。僅か18歳でありながら、コンピューターの扱いに関しては天才的な能力を持っている。第12話でマッキーが2030年の時点でシリアと同年代か少々年長に見える写真を見つけ、2人が姉弟ではないことに気づき、震災が人工的にゲノムにより起こされ、マッキーがブーマ誕生に関わる人外の存在であることで隠し続けてきたシリアを信じられなくなってマッキーからも離れてしまう。後にナイジェルからマッキーのことを教えられ、再びマッキーと心を通わせ相思相愛の恋人になる。マッキーが自身のデータを送り込んで隙を作った際、彼の声はネネだけに届いた。
容姿以外はOVA版とほぼ同じキャラだが、マッキーの設定変更により本作の「人とブーマとの関係｣というテーマにより深く関わることとなる。
ナイジェル・カークランド
声 - 山口健
36歳。ハードスーツ等の製作や整備を一手に引き受ける「KS」のメカニック及びメンテナンスを担当。平素は外区のバイク工房で20世紀のクラシックバイクを弄ったり、プリスのバイクの整備を受け持ったりしている。震災前は「ウィズラボ」のブーマ部門で研究員をしていた。寡黙で他人に干渉しない主義だったが、終盤、シリアに告白して戦う力を失った彼女を支える。
OVA版でのレーヴィンに当たるキャラ。メカニックとしての立場やマッキーの師匠である点で言えば、シリアの父の下でブーマ開発の研究に携わった過去やシリアとプリスとの微妙な三角関係が生じ、よりストーリーの核心に深く関わる。
マッキー・スティングレイ
声 - 宮田始典
機械との親和性をナイジェルに見込まれ、彼に弟子入りして技術者を目指す。分野は違えど技術系つながりで外見的年齢が近いこともあってネネと親しくなる。実はシリアの複製であるガラテアから最初に生み出されたプロトタイプ・ブーマ。人間に近すぎたために失敗作とされ、シリアに引き取られて弟として生活している。過去の経緯によりシリアとぎくしゃくして少し距離を置いた方がお互いのためだと思い、ナイジェルのバイク工房で仕事を手伝いながら暮らすようになる。ブーマの範疇には当てはまらない存在だが、人間でもないので肉体的成長をしない。徐々にガラテアの影響を受けて人間の部分が浸食されて記憶も失ってゆくが、ガラテアのいるタワーに突入する「KS」を援護すべく自身の残り少ない人間としてのデータを送り込んでガラテアを混乱させて隙を作り廃人と化す。最終話、人間とブーマの和合を受け入れたガラテアにより人間の部分を返還されて正気に戻る。
人間でシリアの実弟だったOVA版とは異なり、本作ではブーマであることが強調され、ネネとの関係が作品の主題の一つともなっている。

### A.D.Police
レオン・マクニコル
声 - 梁田清之
24歳。A.D.Policeのポリスフロンター。事件現場で出会ったプリスに一目惚れして付きまとっている。KSにライバル心を燃やしたり、プリスの正体を知らない辺りはOVA版とほぼ同じ。
デイリー・ウォン
声 - 上田祐司
25歳。A.D.Policeのポリスフロンター。レオンとは対照的に、冷静沈着な皮肉屋。レオンとコンビを組んで活動している。知識も豊富で、コンピュータにも精通。実家は農場を営んでいる。
OVA版とは異なり、本作ではノーマルである。
ニック・ローランド
声 - 山口健
A.D.Policeのチーフ。部下であるレオンとしばしば対立するが、プーマによってA.D.Police本部が襲撃された時には、ネネ達を救出するために奮闘した。
マイルズ
声 - 宇垣秀成
A.D.Policeの署長。

### ゲノムコーポレーション
ブライアン・J・メイスン
声 - 中田譲治
ゲノムコーポレーションの副社長。経営の実務を掌握している。
会長に忠実な腹心を装ってはいるが、その胸中には「ブーマを覚醒させ、新しい世界を造る」という野望を秘めている。子供の頃の手術により、体内に人工臓器が埋め込まれている。東京地下に眠っていたブーマの素体を覚醒させ、ガラテアと名づけて自分の手元に置くが、次第に自我に目覚めて独自の行動を起こすようになったガラテアによりオブジェのように塔から飛び出した格好で飾り置かれてしまう。
クインシー・ローゼンクロイツ
声 - 中村正
89歳。ゲノムコーポレーション会長。
肉体を生命維持装置に繋ぎ生き長らえているメガロシティの実質的支配者。ブーマにより東京を復興させて「人間とブーマが共に暮らす理想郷」の設立を目指すが、志半ばメイスンの裏切りに法的に抹殺しようと部下に命じた矢先、秘書ブーマ（声 - 山田美穂）により生命維持装置を破壊されて暗殺された。
クズイ
声 - 室園丈裕
OVA版でのファーゴに当たるキャラ。シリアにゲノム社のスパイとして内部情報を売りながら、裏ではメイスンの意に沿うようKSを誘導していたが、最後は用済みとして始末される。

### オリジナルキャラクター
メイシオ・ヘンダーソン
声 - 麻生智久
スティングレイ家の老執事。シリアをお嬢様と呼んで深い恩義を感じており、彼女を陽に陰に補佐してKSの活動を裏から支えている。シリアには兄弟姉妹はいないため、弟だと言ってシリアを訪ねて来たマッキーと彼を弟だと肯定するシリアに戸惑うが、シリアに従ってマッキーを「シリアの弟」として扱い、徐々に自然にそう思えるようになる。
ガラテア
声 - 堀江由衣 → 雪乃五月
プロトタイプ・ブーマ。全ブーマのオリジナル＝素体であり、想定をはるかに超えた能力を恐れられて地下研究所に封印されていた。ブーマの種子であるアンチシードをシリアの脳にインプラントして誕生させたため、シリアの形質が転写されて同じ姿をしている。彼女の発するフェノメノンはブーマをマッド化させるのみならず、あらゆる金属質や機器をマッドブーマと同質のものに変えてしまう。メイスンによって奪取されるが、肉体・精神ともに急激な成長を遂げて彼の思惑を超えた独自の行動を開始する。神になろうとするが、戦いの果てに人間とブーマの和合を受け入れ、光の粒子となって世界中に降り注いだ。

## メカニック
ハードスーツ / ニューハードスーツ
ナイトセイバーズの高性能強化服。自我は持っていないがその素材はブーマそのものといえる。シリアの肉体をトレースしたスーツ本体に、シリアの複製であるブーマ・コアを内蔵した、彼女の分身とも言うべき存在であるため、同じ女性でなければ装着できず、さらにシリア自身が相性がいいと判断できる者でなければ性能を発揮できない。また、脳機能の関係で成熟した女性は装着が困難。本来ならハードスーツと最高の相性を持つはずのシリアが前線に出ることが少ないのは、すでに限界年齢に達してしまっているためである。オリジナルスーツはインナースーツを着用してから装着、ニュースーツはインナーメタルを使用する。バッテリーメタルと呼ばれる動力は、オリジナルは背部にカートリッジを装着。ニュースーツは機体各所へ内蔵型。ブーマとしての存在（自我）を装着者が認めることにより形状が変化、新たな進化を遂げた。
プリス用：青のハードスーツ。武装はナックルボムとキックボム。
シリア用：銀のハードスーツ。武装はソード。
リンナ用：緑のハードスーツ。武装はリボン状のブレードカッター。
ネネ用：赤とピンクのハードスーツ。主に後方支援で情報面でのバックアップ。武装は腕に仕込まれたニードルガン。
モトスレイブ
ナイジェルが開発したハードスーツ支援バイク。OVA版と異なり、プリス専用に2機のみが製作された。戦闘や高速走行時など状況に応じて形態が変化し、人車一体の行動が可能。1号機はネネ救出時にやむをえず放棄されるが、ニューハードスーツ開発に併せてさらに強化改造されパワードスーツ人型戦闘形態への装着合体が可能となった二号機が登場。最高速度は重量のかさむニューハードスーツ三人乗りでも時速780キロを超える。体格に合わせるアダプターを装着すれば生身でも操縦可能。終盤、二号機をレオンが運転したこともあった。
モバイルピット
ナイトセイバーズが使うトレーラー型移動作戦本部。
Kスーツ
正式名称、K-11対ブーマ用パワードスーツ。ADポリス専用の戦闘用機動強化服。対ブーママシンガンを装備。ハードスーツに比べだいぶ大型だが全般的に性能は劣り、特に運動性は遠く及ばず、不用意に接近戦を挑んでマッドブーマに侵食されてしまうものが少なくなかった。
ファイアー・ビー
ADポリス用攻撃ヘリ。ブラボータンゴ、サルサソースなどのコードネームがつけられている。

## 用語
ナイトセイバーズ
シリアによって密かに組織された、ハードスーツを装着してマッドブーマを破壊している女性武装チーム。シリアと波長の合う女性のみで構成されている。
ナイトセイバーズピット
ナイトセイバーズの秘密基地。シリアの経営するブティック、シルキードールの地下にあり、店内の更衣室に隠されたエレベーターから出入りする。
インナースーツ
オリジナルハードスーツを装着する前に着用する薄手のアンダーウェア。
インナーメタル
ニューハードスーツ着用時にインナースーツに変わって使われる粘着状液体金属。ハードスーツ装着時に装着者の思念に反応して一体化する。
バッテリーメタル
ハードスーツの活動用バッテリー。エネルギーが減少すると次第にハードスーツが重くなってくる。
メガロシティ
7年前の西暦2033年に発生した大地震によって壊滅的被害を受けた首都東京が、ゲノムコーポレーションのブーマの功績によって復興した都市。しかし、震災はゲノム軍事部門で開発していた人工地震発生システムを、素体暴走の隠蔽目的で使用したために起こったものであった。
ADポリス (AD.POLICE)
正式名称「アドヴァンスドポリス」。警察機構に新設されたマッドブーマ事故処理班。元アンチテロ部隊から専門部署となる。また、マッドブーマ処理実行部隊員を「フロンター」と呼ぶ。
ブーマ
Voodoo Organic Metal Extension Resource。スティングレイ博士が開発し、素体（アンチシード）の複製を元に量産された、生態的機能を持つアンドロイド。販売製造はゲノムコーポレーションが独占し、人に替わる労働源となっている。また、自己判断能力が無く、遠隔操縦者リフレクターを必要とするリモートスレイブ型ブーマは「モート」と呼ばれる。
マッドブーマ
ブーマが暴走変容した状態。攻撃的な容姿に変貌して人を襲い、さらに機械と融合して強化していく。
コアチップ
ブーマの中核。全ては素体コアを複製されたものであり、マッドブーマはコアチップの異常によって起こる。ナイトセイバーズのハードスーツの核にもコアチップが使われている。
フェノメノン
ガラテアが放出するブーマを覚醒する力。
ゲノムコーポレーション
ブーマ製造販売からエネルギー開発までも行う巨大企業。本社は東京湾中央の巨大塔ゲノムタワー。
ショウハムプロジェクト
ゲノムコーポレーションが進めているエネルギープロジェクト。大気圏外に建造された巨大な傘アンブレラによって収集されたピュアな太陽エネルギーを地上へと供給し、東京地下を走るエネルギー供給ラインのドラゴンラインを介して東京中に供給しようとする計画。

## スタッフ
- 原作・アニメーション制作 - AIC
- 監督 - 林宏樹
- プロダクションデザイン - 荒牧伸志
- キャラクターデザイン - 山田正樹
- 総作画監督 - 山田正樹、高岡淳一
- ハードスーツ原案 - 園田健一
- ビジュアルディレクター・レイアウト監修 - 外山九市
- 美術監督 - 池田繁美
- 色彩設計 - 大槻浩司
- 音楽 - 是永巧一
- 音響監督 - 本田保則
- プロデューサー - 小松茂明、井上博明、隈部昌一
- 製作 - 日本ビクター

## 主題歌

### オープニングテーマ
「y'know」
作詞 - 須藤あきら / 作曲 - SAGE KOIZUMI / 編曲 - 是永巧一 / 歌 - プリス・アサギリ the same 須藤あきら

### エンディングテーマ
「Waiting for you」
作詞・作曲 - 須藤あきら / 編曲 - 是永巧一/ 歌 - プリス・アサギリ the same 須藤あきら

## 各話リスト
| 話数  | サブタイトル           | 脚本         | 絵コンテ     | 演出         | 作画監督          | 放送日         |
| ----- | ---------------------- | ------------ | ------------ | ------------ | ----------------- | -------------- |
| ep.1  | Can't Buy a Thrill     | 小中千昭     | 林宏樹       | 西山明樹彦   | 青野厚司          | 1998年 10月7日 |
| ep.2  | FRagiLE                | 小中千昭     | 林宏樹       | 中山岳洋     | 中山岳洋          | 10月14日       |
| ep.3  | Keep Me Hanging On     | 小中千昭     | 林宏樹       | 八谷賢一     | 青野厚司          | 10月21日       |
| ep.4  | Machine HeaD           | 小中千昭     | 小林孝志     | 久志秀彰     | 北島信幸 柳瀬雄之 | 10月28日       |
| ep.5  | Rough and Ready        | 小中千昭     | 井硲清高     | 八谷賢一     | 加野晃            | 11月4日        |
| ep.6  | Get it On              | 小中千昭     | 別所誠人     | 伊達勇登     | 山沢実            | 11月11日       |
| ep.7  | Look at Yourself       | 小中千昭     | 外山九市     | 三泥無成     | 佐藤道雄          | 11月18日       |
| ep.8  | Fire Ball              | 小中千昭     | 林宏樹       | 柳瀬雄之     | 柳瀬雄之          | 11月25日       |
| ep.9  | My Nation Underground  | 村井さだゆき | 細田雅弘     | 棚橋一徳     | 南伸一郎          | 12月2日        |
| ep.10 | Woke Up with A MONSTER | 村井さだゆき | 小林孝志     | 粟井重紀     | 小山和弘          | 12月9日        |
| ep.11 | SHEER HEART ATTACK     | 小中千昭     | 岡野倖男     | 鈴木薫       | 松山光治 金本英雄 | 12月16日       |
| ep.12 | Made In Japan          | 小中千昭     | 黒田やすひろ | 小田雅       | 布施木一喜        | 12月23日       |
| ep.13 | Atom Heart Mother      | 村井さだゆき | 嵯峨敏       | 嵯峨敏       | 大下久馬          | 1999年 1月13日 |
| ep.14 | Shock Treatment        | 村井さだゆき | 吉田英俊     | 吉田英俊     | 佐藤道雄          | 1月20日        |
| ep.15 | Minute by Minute       | 小中千昭     | 岡野倖男     | 鈴木薫       | 松山光治          | 1月27日        |
| ep.16 | I SuRRendeR            | 小中千昭     | 外山九市     | 棚橋一徳     | 南伸一郎          | 2月3日         |
| ep.17 | Moving Waves           | 村井さだゆき | 黒田やすひろ | 細田雅弘     | 小山和弘          | 2月10日        |
| ep.18 | We Built This City     | 村井さだゆき | 嵯峨敏       | 嵯峨敏       | 関口雅浩          | 2月17日        |
| ep.19 | Are YOU ExperienceD?   | 小中千昭     | 金子秀一     | 伊達勇登     | 山沢実            | 2月24日        |
| ep.20 | One of thesE Night     | 小中千昭     | しのだよしの | しのだよしの | 宮藤仁義          | 3月3日         |
| ep.21 | Close to the Edge      | 村井さだゆき | 吉田徹       | 吉田徹       | 佐々木一浩        | 3月10日        |
| ep.22 | Physical Graffiti      | 村井さだゆき | 中川聡       | 中川聡       | Keny松平          | 3月17日        |
| ep.23 | Hydra                  | 小中千昭     | 渕上真       | 渕上真       | 関口雅浩          | 3月24日        |
| ep.24 | Light My Fire          | 小中千昭     | 外山九市     | 伊達勇登     | 山沢実            | 3月31日        |
| eq.25 | Walking On The Moon    | 小中千昭     | 池田成       | しのだよしの | 宮藤仁義          | 未放送         |
| eq.26 | Still Alive And Well   | 小中千昭     | 金子秀一     | 下司泰弘     | 山田正樹 高岡淳一 | 未放送         |

## サブタイトルについて
各話サブタイトルは1960年代後半から1990年代にかけて、名盤と言われる外国洋楽アーティストのアルバム原題やヒット曲名を採用している。
| 話数  | サブタイトル           | アーティスト名                 | 『アルバム名』または「曲名」邦題                                          | 発表年 |
| ----- | ---------------------- | ------------------------------ | ------------------------------------------------------------------------- | ------ |
| ep.1  | Can't Buy a Thrill     | スティーリー・ダン             | 『キャント・バイ・ア・スリル』                                            | 1972年 |
| ep.2  | FRagiLE                | イエス                         | 『こわれもの』                                                            | 1971年 |
| ep.3  | Keep Me Hanging On     | ヴァニラ・ファッジ             | 『キープ・ミー・ハンギング・オン（Vanilla Fudge）』収録同名曲             | 1967年 |
| ep.4  | Machine HeaD           | ディープ・パープル             | 『マシン・ヘッド』                                                        | 1972年 |
| ep.5  | Rough and Ready        | ジェフ・ベック・グループ       | 『ラフ・アンド・レディ』                                                  | 1972年 |
| ep.6  | Get it On              | T・レックス                    | 『電気の武者(Electric Warrior)』収録「ゲット・イット・オン」              | 1971年 |
| ep.7  | Look at Yourself       | ユーライア・ヒープ             | 『対自核』及び収録曲                                                      | 1971年 |
| ep.8  | Fire Ball              | ディープ・パープル             | 『ファイアボール』及び収録曲                                              | 1971年 |
| ep.9  | My Nation Underground  | ジュリアン・コープ             | 『マイ・ネーション・アンダーグラウンド』及び収録曲                        | 1988年 |
| ep.10 | Woke Up with A MONSTER | チープ・トリック               | 『蒼い衝動』及び収録曲                                                    | 1994年 |
| ep.11 | SHEER HEART ATTACK     | クイーン                       | 『シアー・ハート・アタック』                                              | 1974年 |
| ep.12 | Made In Japan          | ディープ・パープル             | 『ライヴ・イン・ジャパン』                                                | 1972年 |
| ep.13 | Atom Heart Mother      | ピンク・フロイド               | 『原子心母』及び収録曲                                                    | 1970年 |
| ep.14 | Shock Treatment        | エドガー・ウィンター・グループ | 『恐怖のショック療法』                                                    | 1974年 |
| ep.15 | Minute by Minute       | ドゥービー・ブラザーズ         | 『ミニット・バイ・ミニット』及び収録曲                                    | 1978年 |
| ep.16 | I SuRRendeR            | レインボー                     | 『アイ・サレンダー（Difficult to Cure）』収録同名曲                       | 1981年 |
| ep.17 | Moving Waves           | フォーカス                     | 『ムーヴィング・ウェイヴス』及び収録曲                                    | 1971年 |
| ep.18 | We Built This City     | スターシップ                   | 『フープラ(Knee Deep in the Hoopla)』収録「シスコはロックシティ」         | 1985年 |
| ep.19 | Are YOU ExperienceD?   | ジミ・ヘンドリックス           | 『アー・ユー・エクスペリエンスト?』及び収録曲                             | 1967年 |
| ep.20 | One of thesE Night     | イーグルス                     | 『呪われた夜』及び収録曲                                                  | 1975年 |
| ep.21 | Close to the Edge      | イエス                         | 『危機』及び収録曲                                                        | 1972年 |
| ep.22 | Physical Graffiti      | レッド・ツェッペリン           | 『フィジカル・グラフィティ』                                              | 1975年 |
| ep.23 | Hydra                  | TOTO                           | 『ハイドラ』及び収録曲                                                    | 1979年 |
| ep.24 | Light My Fire          | ドアーズ                       | 『ハートに火をつけて』収録同名曲                                          | 1967年 |
| eq.25 | Walking On The Moon    | ポリス                         | 『白いレガッタ(Reggatta de Blanc)』収録「ウォーキング・オン・ザ・ムーン」 | 1979年 |
| eq.26 | Still Alive And Well   | ジョニー・ウィンター           | 『スティル・アライヴ・アンド・ウェル』及び収録曲                          | 1973年 |

## 映像ソフト
- VHSソフト：1巻各2話収録で全13巻が日本ビクターから発売された。
- DVDソフト：1巻4話から5話収録で全6巻が日本ビクターから発売された。このソフトは欧米版のDVDに日本語のメモを付けただけのもので、多言語仕様・字幕付き。解説書などは付いていない。一般的な洋画のDVDと同様に言語切り替え・字幕ON/OFFが可能だが、オープニングとエンディングには英語・ローマ字の字幕が焼き込まれていて、こちらの字幕はOFFにすることはできない。